# Olaf V
Olaf V (ang. Alexander Edward Christian Frederik; ur. 2 lipca 1903 w Sandringham, zm. 17 stycznia 1991 w Oslo) – król Norwegii w latach 1957–1991. Jedyny syn króla Norwegii, Haakona VII, oraz jego żony, Maud Koburg. W 1928 roku został mistrzem olimpijskim w żeglarstwie na Letnich Igrzyskach Olimpijskich w Amsterdamie.
W 1929 roku ożenił się ze szwedzką księżniczką, Martą Bernadotte. Miał z nią troje dzieci – Ragnhildę (1930–2012), Astrydę (ur. 1932) i Haralda V (ur. 1937).

## Życiorys

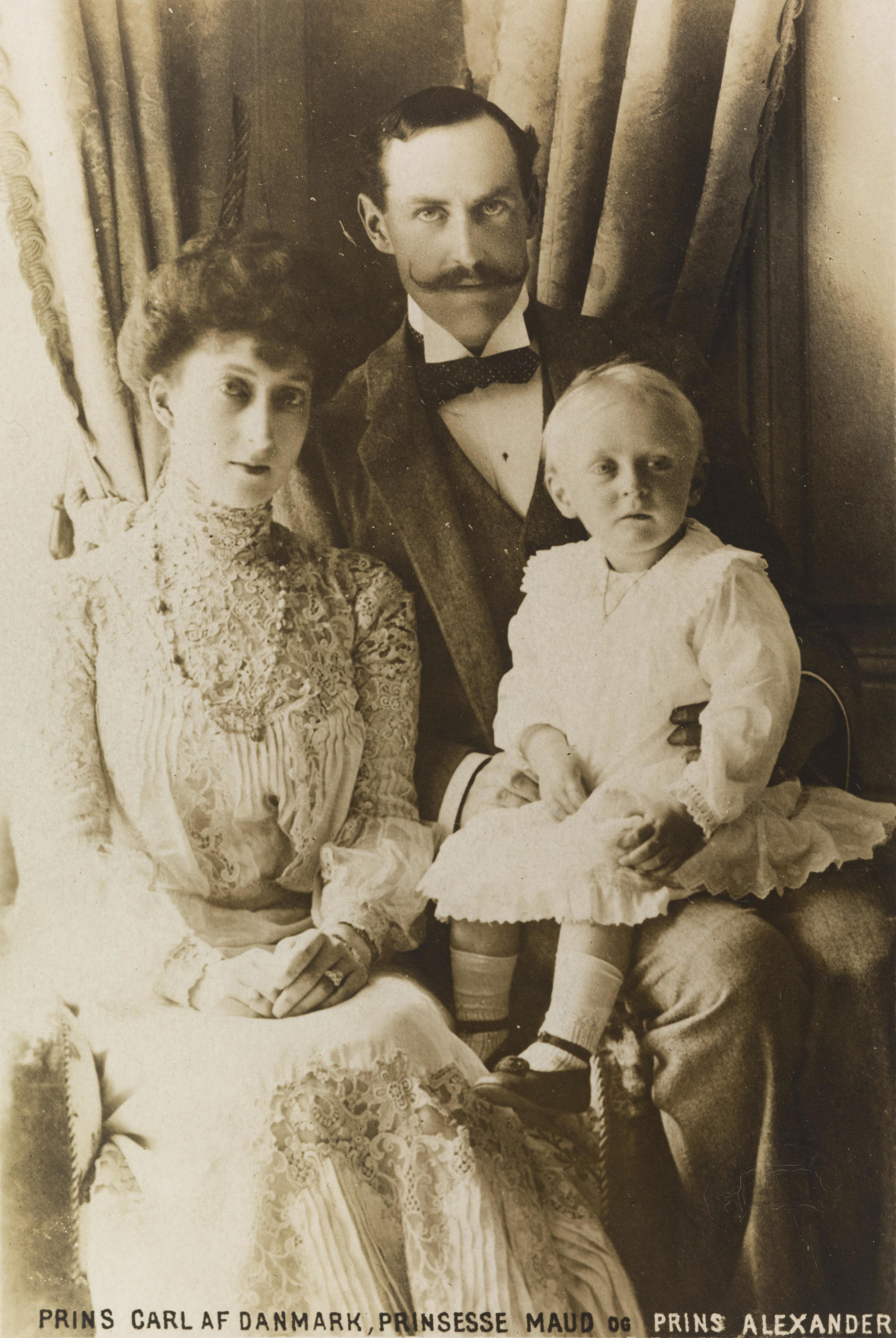
Z ojcem i matką (1905)

Urodził się 2 lipca 1903 roku w Sandringham, w Wielkiej Brytanii, jako pierworodne dziecko duńskiego księcia, Karola Glücksburga, oraz jego żony, Maud Koburg. Ze strony ojca był wnukiem króla Danii, Fryderyka VIII, oraz Ludwiki Orańskiej, natomiast ze strony matki – króla Wielkiej Brytanii, Edwarda VII Koburga, oraz Aleksandry Glücksburg. Jego prababką ze strony matki była nieżyjąca już wówczas królowa Wielkiej Brytanii, Wiktoria Hanowerska.
Mały książę otrzymał imiona Aleksander Edward Chrystian Fryderyk (ang. Alexander Edward Christian Frederik). Drugie imię, Edward, nosił jego dziadek ze strony matki, król Wielkiej Brytanii, Edward VII Koburg. Ostatnie dwa imiona, które otrzymał mały książę, są tradycyjnymi imionami duńskiej rodziny królewskiej – kolejni władcy Danii byli nazywani naprzemiennie Fryderykami lub Chrystianami. Ponadto imię Fryderyk nosił również jego dziadek ze strony ojca, król Danii, Fryderyk VIII.
Uważany za jego ojca Karol Glücksburg miał opinię bezpłodnego. Z racji tego powstało wiele spekulacji i domysłów dotyczących narodzin małego księcia. Sugerowano, że był nieślubnym dzieckiem swojej ciotki, Wiktorii, z brytyjskim oficerem.
W listopadzie 1905 roku ojciec Aleksandra, Karol Glücksburg, objął tron norweski, przyjmując imię Haakon VII. Chcąc zaskarbić sobie przychylność opinii publicznej oraz oddać hołd starej norweskiej dynastii, nowy król postanowił zmienić również imię swojego jedynego syna. Mały Aleksander otrzymał imię Olaf (norw. Olav) – imię to nosiło wcześniej kilku władców norweskich, Olaf I Tryggvason (963/968–1000), Olaf Magnusson (1099–1115), Olaf III Pokojowy (ok. 1050–1093), Olaf Haakonsson (1370–1387), a także król Olaf II Haraldsson (995–1030), który stał się świętym Kościoła katolickiego oraz patronem Norwegii.
Miłość Norwegów zaskarbił sobie tuż po przybyciu do tego kraju. Wedle powtarzanej z ust do ust relacji mały książę Olaf wysunął się w trakcie ceremonii powitalnej z objęć matki i skierował się ku grupce dzieci wymachujących chorągiewkami w norweskich barwach narodowych. Jednemu z nich wyjął z rąk chorągiewkę i wrócił na oficjalną trybunę, trzymając w dłoni symbol niezależności i wolności, jaką niedawno odzyskał naród norweski.
Dzięki temu patriotycznemu i wysoce symbolicznemu gestowi mały Olaf natychmiast zyskał sympatię wszystkich Norwegów. Haakon VII tak pisał o swoim synu: „Muszę przyznać, iż nie sądziłem, że małe dziecko może zyskać uznanie całego narodu... Często mówię żonie, że tym, co Norwedzy najbardziej lubią w naszym panowaniu, jest nasz syn”.
Początkowo miał lekcje z nauczycielem w pałacu królewskim, a następnie uczęszczał do szkoły publicznej, w której prowadzone było liberalne nauczanie. Był zdolnym uczniem, po uzyskaniu matury w roku 1921 z wynikiem dobrym kontynuował naukę w akademii wojskowej.
Po jej skończeniu został oficerem norweskiej marynarki i wspierał ojca w sprawach państwowych. Mając dwadzieścia trzy lata, po raz pierwszy oficjalnie zastąpił króla, gdy ten wyjechał w podróż zagraniczną.
Olaf V był doskonałym sportowcem, mistrzem olimpijskim w żeglarstwie. W roku 1928 zdobył złoty medal w Amsterdamie w klasie 6 metrów.
Brał czynny udział w walce wyzwoleńczej po niemieckim ataku na Norwegię w czasie II wojny światowej. Olaf był – podobnie jak Haakon VII – monarchą nienarzucającym swego zdania, co piątek udawał się wraz z synem na posiedzenie rady ministrów, otwierał obrady parlamentu, reprezentował swój kraj podczas licznych oficjalnych podróżach. W roku 1985 ustanowił Norweski Order Zasługi. Po jego śmierci w 1991 tron norweski objął jego syn, Harald V.

## Małżeństwo i potomstwo
W czasie trwania Letnich Igrzyskach Olimpijskich w Amsterdamie w 1928 roku zaręczył się ze swoją kuzynką, księżniczką szwedzką, Martą Bernadotte. Zaręczyny ogłoszono do publicznej wiadomości 14 stycznia 1929 roku, a 21 marca 1929 roku miał miejsce ślub pary. Uroczystość odbyła się w katedrze w Oslo. Był to pierwszy królewski ślub w Norwegii od ponad trzech stuleci. Drużbą Olafa był jego przyjaciel, Albert Windsor (książę Yorku, późniejszy król Wielkiej Brytanii jako Jerzy VI).
Wraz z żoną Olaf miał troje dzieci:
- Ragnhilda (ur. 9 czerwca 1930, zm. 16 września 2012). W 1953 roku wyszła za mąż za przedsiębiorcę, Erlinga Lorentzena. Miała z nim troje dzieci – Haakona (ur. 1954), Ingeborgę (ur. 1957) i Ragnhildę (ur. 1968).
- Astryda (ur. 12 lutego 1932). W 1961 roku wyszła za mąż za Johana Martina Fernera. Ma z nim pięcioro dzieci – Katarzynę (ur. 1962), Benedyktę (ur. 1963), Aleksandra (ur. 1965), Elżbietę (ur. 1969) i Karola-Krystiana (ur. 1972).
- Harald (ur. 21 lutego 1937) – król Norwegii od 17 stycznia 1991 roku jako Harald V. W 1968 roku ożenił się z Sonją Haraldsen. Ma z nią dwoje dzieci – Martę Ludwikę (ur. 1971) i Haakona Magnusa (ur. 1973).

## Upamiętnienie
Na jego cześć nazwano fragment wybrzeża Antarktydy – Wybrzeże Księcia Olafa.

## Tytulatura
2 lipca 1903 – 18 listopada 1905: Jego Wysokość książę Aleksander z Danii
18 listopada 1905 – 21 września 1957: Jego Królewska Wysokość książę koronny Norwegii
21 września 1957 – 17 stycznia 1991: Jego Królewska Mość król Norwegii

## Odznaczenia[8]
Norweskie
- Krzyż Wojenny
- Medal Czynu Obywatelskiego (Borgerdådsmedaljen)
- Krzyż Wielki Orderu Świętego Olafa
- Krzyż Wielki Orderu Zasługi
- Medal Świętego Olafa
- Medal Wojenny
- Medal Koronacyjny (1906)
- Medal 70-lecia Króla Haakona VII
- Medal Jubileuszowy Króla Haakona VII

Zagraniczne
- Krzyż Wielki Orderu Wyzwoliciela San Martina (Argentyna)
- Wielka Gwiazda Zasługi Odznaki Honorowej za Zasługi dla Republiki Austrii
- Wielka Wstęga Orderu Leopolda (Belgia)
- Krzyż Wielki Orderu Krzyża Południa (Brazylia)
- Krzyż Wielki Orderu Róży (Brazylia)
- Krzyż Wielki Orderu Zasługi (Chile)
- Order Słonia (Dania)
- Wielki Komandor Orderu Dannebroga (Dania)
- Odznaka Honorowa Orderu Danebroga (Dania)
- Medal Wyzwolenia Króla Christiana X
- Medal Wspomnieniowy 100-lecia od Narodzin Króla Chrystiana IX (Dania)
- Medal Wspomnieniowy 100-lecia od Narodzin Króla Fryderyka VIII (Dania)
- Order Salomona (Etiopia)
- Krzyż Wielki Orderu Białej Róży (Finlandia)
- Krzyż Zasługi Olimpijskiej I klasy (Finlandia)
- Krzyż Wielki Legii Honorowej (Francja)
- Krzyż Wojenny (Francja)
- Medal Wojskowy (Francja)
- Krzyż Wielki Orderu Zbawiciela (Grecja)
- Krzyż Wielki Królewskiego Orderu Domowego św. Jerzego i św. Konstantyna (Grecja)
- Krzyż Wojenny III klasy (Grecja)
- Order Złotego Runa (Hiszpania)
- Krzyż Wielki ze Wstęgą Orderu Karola III (Hiszpania)
- Kawaler Krzyża Wielkiego Orderu Lwa Niderlandzkiego (Holandia)
- Wielka Wstęga Orańskiego Orderu Domowego (Holandia)
- Kawaler Krzyża Wielkiego Orderu Oranje-Nassau (Holandia)
- Order Pahlawiego (Iran)
- Medal 2500-lecia Imperium Perskiego (Iran)
- Krzyż Wielki z Łańcuchem Orderu Sokoła (Islandia)
- Order Chryzantemy (Japonia)
- Order Jugosłowiańskiej Wielkiej Gwiazdy (Jugosławia)
- Order Domowy Złotego Lwa Nassau (Luksemburg)
- Krzyż Wielki Orderu Orła Azteków (Meksyk)
- Krzyż Wielki Orderu Słońca Peru (Peru)
- Krzyż Wielki Orderu Wojskowego Avis (Portugalia)
- Wielki Łańcuch Orderu Wojskowego Świętego Jakuba od Miecza (1978, Portugalia)
- Stopień Specjalny Krzyża Wielkiego Orderu Zasługi Republiki Federalnej Niemiec
- Order Gwiazdy Rumunii I klasy (Rumunia)
- Krzyż Wielki Saskiego Ernestyńskiego Orderu Domowego (Saksonia)
- Order Królewski Serafinów (Szwecja)
- Medal 70-lecia Króla Gustawa V (Szwecja)
- Medal 90-lecia Króla Gustawa V (Szwecja)
- Wielka Wstęga Orderu Chula Chom Klao (Tajlandia)
- Order Rajamitrabhorn (Tajlandia)
- Krzyż Wielki Orderu Niepodległości (Tunezja)
- Chief Commander Legii Zasługi (USA)
- Order Podwiązki (Wielka Brytania)
- Order Ostu (Wielka Brytania)
- Krzyż Wielki Orderu Łaźni (Wielka Brytania)
- Królewski Order Wiktoriański (Wielka Brytania)
- Królewski Łańcuch Wiktoriański (Wielka Brytania)
- Medal Srebrnego Jubileuszu Króla Jerzego V (Wielka Brytania)
- Medal Koronacyjny Króla Jerzego VI (Wielka Brytania)
- Medal Koronacyjny Królowej Elżbiety II (Wielka Brytania)
- Krzyż Wielki Udekorowany Wielką Wstęgą Orderu Zasługi Republiki Włoskiej (Włochy)

| Prapradziadkowie                  | Ludwika Sachsen-Gotha-Altenburg (1800–1831) ∞ 1817 Książę Ernest I Sachsen-Coburg-Gotha (1785–1844)      | Wiktoria Sachsen-Coburg-Saalfeld (1787–1861) ∞1818 Edward August Hanowerski (1767–1820)                  | Fryderyk Wilhelm ze Szlezwika-Holsztynu-Sonderburga-Glücksburga (1785–1831) ∞1810 Luiza Karolina Hessen-Kassel (1789–1867) | Fryderyk Wilhelm ze Szlezwika-Holsztynu-Sonderburga-Glücksburga (1785–1831) ∞1810 Luiza Karolina Hessen-Kassel (1789–1867) | Wilhelm Heski (1787–1867) ∞1810 Luiza Charlotta Oldenburg (1789–1864)                | Wilhelm Heski (1787–1867) ∞1810 Luiza Charlotta Oldenburg (1789–1864)                | Król Szwecji i Norwegii Oskar I Bernadotte (1799–1859) ∞1823 Józefina de Beauharnais (1807–1876) | Fryderyk Holenderski (1797–1881) ∞1825 Ludwika Hohenzollern (1808–1870)                         |
| Pradziadkowie                     | Albert Sachsen-Coburg-Gotha (1861–1861) ∞ 1840 Królowa Wielkiej Brytanii Wiktoria Hanowerska (1819–1901) | Albert Sachsen-Coburg-Gotha (1861–1861) ∞ 1840 Królowa Wielkiej Brytanii Wiktoria Hanowerska (1819–1901) | Król Danii Chrystian IX Glücksburg (1818–1906) ∞1842 Luiza Hessen-Kassel (1817–1898)                                       | Król Danii Chrystian IX Glücksburg (1818–1906) ∞1842 Luiza Hessen-Kassel (1817–1898)                                       | Król Danii Chrystian IX Glücksburg (1818–1906) ∞1842 Luiza Hessen-Kassel (1817–1898) | Król Danii Chrystian IX Glücksburg (1818–1906) ∞1842 Luiza Hessen-Kassel (1817–1898) | Król Szwecji i Norwegii Karol XV Bernadotte (1826–1872) ∞1851 Ludwika Oranje-Nassau (1828–1871)  | Król Szwecji i Norwegii Karol XV Bernadotte (1826–1872) ∞1851 Ludwika Oranje-Nassau (1828–1871) |
| Dziadkowie                        | Król Wielkiej Brytanii Edward VII Koburg (1841–1910) ∞1863 Aleksandra Glücksburg (1844–1925)             | Król Wielkiej Brytanii Edward VII Koburg (1841–1910) ∞1863 Aleksandra Glücksburg (1844–1925)             | Król Wielkiej Brytanii Edward VII Koburg (1841–1910) ∞1863 Aleksandra Glücksburg (1844–1925)                               | Król Wielkiej Brytanii Edward VII Koburg (1841–1910) ∞1863 Aleksandra Glücksburg (1844–1925)                               | Król Danii Fryderyk VIII Glücksburg (1843–1912) ∞1869 Luiza Bernadotte (1851–1926)   | Król Danii Fryderyk VIII Glücksburg (1843–1912) ∞1869 Luiza Bernadotte (1851–1926)   | Król Danii Fryderyk VIII Glücksburg (1843–1912) ∞1869 Luiza Bernadotte (1851–1926)               | Król Danii Fryderyk VIII Glücksburg (1843–1912) ∞1869 Luiza Bernadotte (1851–1926)              |
| Rodzice                           | Maud Koburg (1869–1938) ∞1896 Król Norwegii Haakon VII (1872–1957)                                       | Maud Koburg (1869–1938) ∞1896 Król Norwegii Haakon VII (1872–1957)                                       | Maud Koburg (1869–1938) ∞1896 Król Norwegii Haakon VII (1872–1957)                                                         | Maud Koburg (1869–1938) ∞1896 Król Norwegii Haakon VII (1872–1957)                                                         | Maud Koburg (1869–1938) ∞1896 Król Norwegii Haakon VII (1872–1957)                   | Maud Koburg (1869–1938) ∞1896 Król Norwegii Haakon VII (1872–1957)                   | Maud Koburg (1869–1938) ∞1896 Król Norwegii Haakon VII (1872–1957)                               | Maud Koburg (1869–1938) ∞1896 Król Norwegii Haakon VII (1872–1957)                              |
| Olaf V (1903–1991), król Norwegii | | | | |                                                                                      |                                                                                      |                                                                                                  |                                                                                                 |